# メリー・プランクスターズ

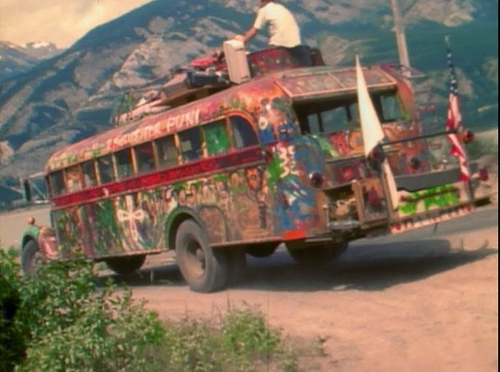
メリー・プランクスターズが乗り回していたバス・ファーザー（オリジナル）

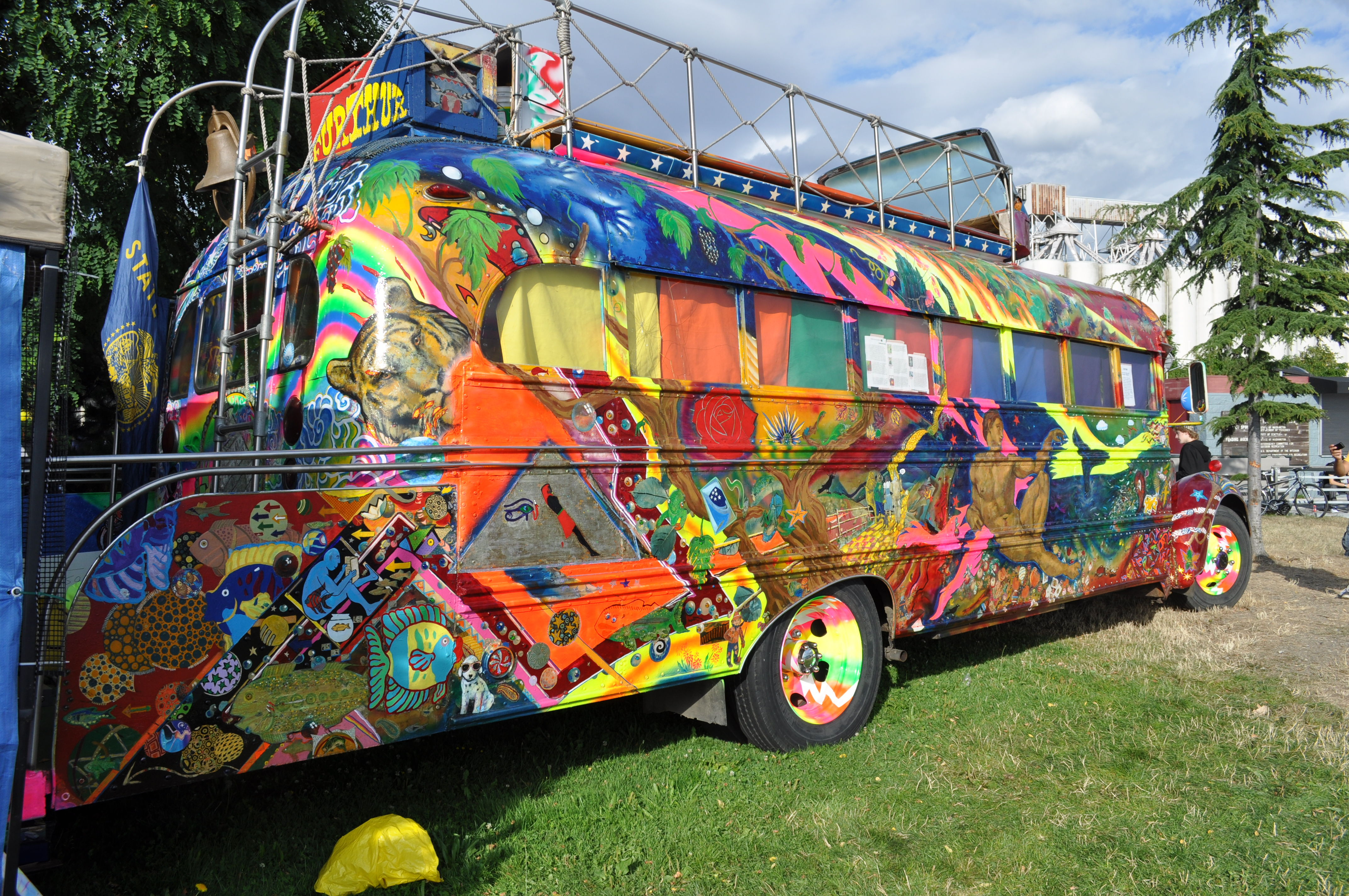
現在のファーザー（二代目）

メリー・プランクスターズ（Merry Pranksters）は、1960年代に活動したケン・キージー率いるアメリカ合衆国のサイケデリック集団。団体名は、「陽気ないたずら者たち」という意味である。
キージーの自宅農場があるカリフォルニア州とオレゴン州を中心に活動した。

## 概要
LSDが合法だった1964年にカリフォルニア州ラ・ホンダを出発し、全米を虹色に塗ったバス（ファーザー）に乗って、アシッド・テストをして回った。ティモシー・リアリーとも合流したことがある。その後、1966年と1969年にも同様のツアーを行った（ただし後者にはキージーは参加していない）。
ビートルズの映画『マジカル・ミステリー・ツアー』のモデルとなったと言われている。
その後、LSDの使用が禁止されたこともあり活動を停止し、「ファーザー」もキージーの自宅農場に放置されていた。1990年になってキージーはオリジナルと同じバスを基に二代目の「ファーザー」を制作したが2001年に死去。2005年にオリジナルメンバーにより老朽化したオリジナルの「ファーザー」が発見され、現在もキージーの農場に元のまま保管されている。現在、元メンバーたちは二代目の「ファーザー」で記念活動などを行っている。
1964年のツアーを撮影した映像、音源はごく一部のみが知られていたが、2011年公開のドキュメンタリー映画『マジック・トリップ』（アレックス・ギブニー監督）により初めてまとめて公開された。

## メンバー
- ケン・キージー
- ニール・キャサディ（バス運転手）
- スチュアート・ブランド
- グレイトフル・デッド[1]

他多数